# Nexus 5
Nexus 5（ネクサス ファイブ）は、LGエレクトロニクスとGoogleによって共同開発された、第3.9世代移動通信システム対応のSIMフリーAndroidスマートフォンである。販売はGoogleによってPlayストアあるいはGoogleとパートナー契約を締結した携帯電話オペレータを通じて販売される。Nexusシリーズのひとつ。製品番号はLG-D820（北米向け）及びLG-D821（グローバルモデル）。

## 概要
Nexus 4の後継機種で、LGエレクトロニクスのNexus端末としては2機種目となる。ベース機種は同社のフラッグシップモデル「LG G2」である。
OSに発売時点で最新のAndroid 4.4（KitKat）を搭載している。OSのアップデート保証プログラムの期間は2015年10月まで適用された。なお、保証プログラム期間が経過した2015年12月には6.0.0からのマイナアップデートであるAndroid 6.0.1が提供された。
また、Nexusブランドのグローバルモデルのスマートフォンとしては初となるLTE搭載モデルである。なお、ローカライズモデルとしてはそれ以前にGalaxy NexusのLTE版がある。Google Playから販売された機種としては、Galaxy S4（Google Edition）がLTE初対応である。
先代機種は日本では発売が大幅に遅れた上、Google Playからは販売されなかったが、本機種は最初からGoogle Playで販売された。また、イー・アクセス（現、ソフトバンクのY!mobileブランド）向けにもEM01Lとして供給、販売されている。
日本では、グローバルモデルのLG-D821が販売されている。2GではGSMの850/900/1800/1900MHzクアッドバンドに対応、3GではWCDMAのBand 1/2/4/5/6/8に対応。LTEではBand 1/3/5/7/8/20に対応している。LTE Band 19には非対応のため、山間部ではXi 800MHz帯が利用できない。
microUSBコネクタにSlimPortアダプタを接続することにより、HDMI入力のある外部ディスプレイに映像出力できる。また、Miracastに対応しているため、ディスプレイがMiracast対応していれば映像出力することも出来る。
ちなみに、LG-D821はauがサービスしている3GのCDMA2000に非対応である。北米向けであるLG-D820は対応している。
2015年3月に販売終了し、2016年10月にセキュリティアップデートの提供が終了した。

## スペック

### ハードウェア
Nexus 5の外観は、Nexus 7 (2013)によく似たポリカーボネートのもので、ブラック、ホワイト、レッドの3つの色が用意されている。
ハードウェアはLG G2との類似点を含んでいる。2.26GHzのSnapdragon 800プロセッサに2GBのRAM、16または32GBの内部ストレージ、2300mAhのバッテリーである。Nexus 5は4.95インチの445PPI 1080p IPSディスプレイを使っており、光学的イメージ補正機能を備えた8メガピクセルのリアカメラと1.3メガピクセルのフロントカメラを備えている。また、Nexus 5はLTEネットワークをサポートしている。
注目すべきこととして、2つの新しいコンポジットセンサーを含む新しいハードウェアの機能がある。これは、歩行ディテクタと歩数カウンタである。これらのセンサは、低消費電力で実装されている。また、Nexus 5は以前のモデルと同様に、micro SDカードのスロットをもっていないが、マルチカラーのLED通知ライトを持っている。

### ソフトウェア
Nexus 5は、Android 4.4 "KitKat" プリインストールの状態ではじめて出荷されるデバイスである。このAndroidのリリースでは、更新されたインターフェースのほか、パフォーマンスの向上、NFCのサポートの向上、"HDR+"というカメラの撮影モード、ネイティブの印刷機能、画面録画ユーティリティなどや他の新しい改善された機能を含む。
デバイスはまた、Google Now LauncherというGoogle Nowに簡単にアクセスできるランチャーを搭載しているほか、テキストメッセージングをサポートしたハングアウトがデフォルトのテキストメッセージングアプリとなっている。
2013年12月、Nexus 5は、Android 4.4.1のアップデートを受けた。このリリースでは、オートフォーカスやホワイトバランス他のカメラに関する問題が修正されたHDR+が導入された。
Android 5.0 "Lollipop" の開発者プレビュー版のシステムイメージは、Nexus 5に対してはGoogle I/Oの2014年6月26日に開かれた年次大会のあとにリリースされた。リリースバージョンのAndroid 5.0 "Lollipop" は、ファクトリーOSイメージとして、同年11月12日に利用可能となっている。その後、2015年5月には、Android 6.0 "Marshmallow" の開発者プレビュー版がNexus 5で利用可能になり、同年11月に公式リリース版のアップデートを受けている。ただし、Android 7.0 "Nougat" は公式には本デバイスには配信されていない。

## 歴史
- 2013年11月1日 - Googleより発表、発売。
- 2013年12月10日 - 4.4.2 (KOT49H)へのOTAアップデート提供開始。
- 2014年2月5日 - カラーバリエーションにブライトレッドを追加、発売。
- 2014年6月3日 - 4.4.3 (KTU84M)へのOTAアップデート提供開始。
- 2014年6月20日 - 4.4.4 (KTU84P)へのOTAアップデート提供開始。
- 2014年6月26日 - Android L デベロッパープレビュー版 (LPV79)の公開。[13]
- 2014年7月15日 - 4.4.4 (KTU84Q)へのOTAアップデート(2Degrees/ニュージーランド、Telstra/オーストラリア、インド向け)[14]提供開始。
- 2014年8月7日 - Android L デベロッパープレビュー版 (LPV81C)の公開。
- 2014年10月17日 - Android 5.0 デベロッパープレビュー版 (LPX13D)の公開。
- 2014年11月12日 - Android 5.0 (LRX21O) へのOTAアップデート提供開始。
- 2014年12月1日 - 5.0.1 (LRX22C) へのOTAアップデート提供開始。
- 2015年3月11日 - 販売終了。
- 2015年3月25日 - 5.1.0 (LMY47I) へのOTAアップデート提供開始。
- 2015年5月1日 - 5.1.1 (LMY48B) へのOTAアップデート提供開始。
- 2015年8月1日 - 5.1.1 (LMY48I) へのOTAアップデート提供開始。
- 2015年9月1日 - 5.1.1 (LMY48M) へのOTAアップデート提供開始。
- 2015年10月6日 - 6.0.0 (MRA58K) へのOTAアップデート提供開始。
- 2015年10月 - Android バージョンアップデートの提供期間終了。
- 2015年11月1日 - 6.0.0 (MRA58N) へのOTAアップデート提供開始。
- 2015年12月8日 - 6.0.1 (MMB29K) へのOTAアップデート提供開始。
- 2016年4月19日 - 6.0.1 (MOB30D) へのOTAアップデート提供開始。
- 2016年5月1日 - 6.0.1 (MOB30H) へのOTAアップデート提供開始。
- 2016年6月1日 - 6.0.1 (MOB30M) へのOTAアップデート提供開始。
- 2016年7月1日 - 6.0.1 (MOB30P) へのOTAアップデート提供開始。
- 2016年8月1日 - 6.0.1 (MOB30Y) へのOTAアップデート提供開始。
- 2016年9月7日 - 6.0.1 (MOB31E) へのOTAアップデート提供開始。
- 2016年10月 - セキュリティアップデートの提供が終了。
- 2019年5月31日 - LGエレクトロニクスの修理サポート終了[15]。